# 県道148号 (台湾)
県道148号（けんどう148ごう）は、彰化県芳苑郷王功から南投県草屯鎮を結ぶ、全長39.6kmの台湾の県道である。

## 通過する自治体
- 彰化県
  - 芳苑郷
  - 二林鎮
  - 渓湖鎮
  - 埔心郷
  - 員林市
  - 芬園郷
- 南投県
  - 草屯郷

## 接続する道路
- 台17線
- 県道143号
- 県道135甲線
- 県道135号
- 台19線
- 国道1号（インターチェンジ）
- 県道144号
- 台1線
- 県道141号
- 県道137号
- 県道139号
- 台14丁線
- 台14乙線
- 台3線

## 施設
- 王功国小学校
- 万興国中学校
- 東渓国小学校
- 員東国小学校